# 옥상이 있는 아파트
《옥상이 있는 아파트》(일본어: 屋上のあるアパート)는 TBS에서 2011년 3월 21일에 방송된 나가사와 마사미 주연의 단편 드라마이다.

## 개요
2003년, 코단샤에서 발행된 아가와 사와코의 소설 《옥상이 있는 아파트》이 원작이다.
2011년 3월 21일 월요일 21:00-22:50에 TBS에서 단발 스페셜 드라마로 방영되었다. 『파나소닉 드라마 스페셜』로 방영 예정이었으나, 2011년 3월 11일에 발생한 도호쿠 지방 태평양 해역 지진 발생에 따른 광고 활동 자제를 위해 스폰서(실제로 흐른 광고는 AC 재팬만)없이 방영되었다. 시청률 10.7%.

## 등장 인물
- 카츠라기 아사코 (주인공) : 나가사와 마사미
- 이노쿠마 마키 : 사카이 마키
- 카타오카 유카 : 아시나 세이
- 타나카 코우지 : 가토 하루히코
- 카타오카 유스케 : 우치다 아사히
- 카츠라기 기요코 (아사코의 어머니) : 하라 히데코
- 카츠라기 이쿠오 : 나카무라 토모야
- 카츠라기 유키오 : 타와라기 토타
- 이와미 타쿠 : 와키 토모히로
- 미나미노 에이키 : 시노하라 마이
- 오카무라 미노루 : 카토 아무유
- 츠노다 코이치 : 야마자키 시게노리
- 마루카와 히데키 : 미우라 케이스케
- 오카무라 미노루 : 콘도 요시마사
- 야마모토 료코 (요리 연구가): 아키노 요코
- 쿠도 슌타 : 요시다 에이사쿠
- 스기하라 유키나, 가와사키 유메코, 키요타케 다루히코, 나가시마 미사코 외

## 제작진
- 각본 : 요시다 노리코
- 연출 : 요시다 아키오
- 음악 : 하케다 다케후미
- 테마 곡 : 渡watary 〈街角の音 길거리의 소리[*]〉
- 기술 협력 : 포춘
- 미술 협력 : 액스
- 편집 MA : 브루
- 스튜디오 : 미도리야마 스튜디오 시티
- 프로듀서 : 시무라 아키라 ( The icon )
- 어시스턴트 프로듀서 : 다카하시 후미노리, 세키가와 유리
- 제작 : The icon, TBS